# 헤게 뵈코
헤게 뵈코(노르웨이어: Hege Bøkko, 1991년 9월 5일~)는 노르웨이의 여자 스피드 스케이팅 선수이다.
노르웨이 대표로 2009년 세계 주니어 선수권, 세계 스프린트 선수권 대회 등에 참가하기 시작했다. 2010년 동계 올림픽에서는 1000m에서 10위, 1500m에서 14위를 했다. 2014년 동계 올림픽에서는 1500m에서 33위를 했으며, 팀추월에서 7위를 했다. 노르웨이 남자 장거리 대표 선수인 호바르 뵈코의 여동생이기도 하다.